# 七尾サンライフプラザ
七尾サンライフプラザ（ななおサンライフプラザ）は、石川県七尾市に所在する文化施設及びホールである。現在は矢田郷地区コミュニティセンターと七尾市文化ホールである。矢田郷地区まちづくり協議会の活動拠点である。

## 施設　（旧七尾サンライフプラザ時代）
- 七尾市福祉センター
- 七尾サンライフ児童センター
- 七尾市保健センター
- 七尾地区生涯学習センター
- 七尾市文化ホール
- 七尾市立本府中図書館

## 受賞
七尾市民会館
- 中部建築賞（1977年）

七尾サンライフプラザ
- 第15回石川県建築賞（1993年）
- 第20回いしかわデザイン大賞（1993年）
- 第20回石川県デザイン展・金沢市長賞（1993年）

## 歴史

### 沿革
- 1976年（昭和51年）3月 - 七尾市民会館として発足。
- 1993年（平成5年）6月 - 福祉、生涯学習施設を増築して「七尾サンライフプラザ」に改称した。

## 周辺施設
- ナッピィモール
- 七尾市立東部中学校